# Wioślarstwo na Letnich Igrzyskach Olimpijskich 1948 – ósemka mężczyzn
Rywalizacja w ósemkach mężczyzn w wioślarstwie na Letnich Igrzyskach Olimpijskich 1948 rozgrywana była między 5 a 9 sierpnia 1948 na torze regatowym Henley Royal Regatta w Henley-on-Thames. Zgłoszono 12 osad z 12 krajów.
| Data            |           |
| --------------- | --------- |
| 5 sierpnia 1948 | Runda 1   |
| 6 sierpnia 1948 | Repasaże  |
| 7 sierpnia 1948 | Półfinały |
| 9 sierpnia 1948 | Finały    |

## Format
W rundzie 1 rozegrano cztery wyścigi, z których zwycięskie osady awansowały do półfinału, pozostałe zaś do repasaży. Z trzech wyścigów repasażowych zwycięzcy każdego wyścigu awansowali do półfinału pozostałe osady odpadały z rywalizacji. Z trzech wyścigów półfinałowych zwycięzcy awansowali do finału.

## Wyniki

### Runda 1
Bieg 1
| Miejsce | Narodowość      | Zawodnik | Czas   | Kwal. |
| ------- | --------------- | --- | ------ | ----- |
| 1.      | Wielka Brytania | Chris Barton, Michael Lapage, Guy Richardson, Paul Bircher, Paul Massey, Brian Lloyd, David Meyrick, Alfred Mellows, Jack Dearlove              | 6:05,3 | Q     |
| 2.      | Norwegia        | Kristoffer Lepsøe, Thorstein Kråkenes, Hans Hansen, Halfdan Gran Olsen, Harald Kråkenes, Leif Næss, Thor Pedersen, Carl Monssen, Sigurd Monssen | 6:08,2 |       |
| 3.      | Dania           | Jarl Emcken, Børge Hougaard, Poul Korup, Holger Larsen, Ib Nielsen, Niels Rasmussen, Gerhardt Sørensen, Charles Willumsen, Niels Wamberg        | 6:17,6 |       |

Bieg 2
| Miejsce | Narodowość | Zawodnik | Czas   | Kwal. |
| ------- | ---------- | --- | ------ | ----- |
| 1.      | Włochy     | Angelo Fioretti, Mario Acchini, Fortunato Maninetti, Bonifacio De Bortoli, Enrico Ruberti, Pietro Sessa, Ezio Acchini, Luigi Gandini, Alessandro Bardelli | 6:03,8 | Q     |
| 2.      | Szwajcaria | Otto Burri, Fredy Schultheiss, Franz Starkl, Hans Schultheiss, Arnold Amstutz, Moritz Grand, Peter Gübeli, Eugen Vollmar, Otto Vonlaufen                  | 6:06,9 |       |
| 3.      | Argentyna  | Luis Pechenino, Juan Ángel Aichino, Rubén Cabral, Christian Bove, Enrique Lingenfelder, Carlos Amado, Pascual Batista, Mario Guerci, Manuel Fernández     | 6:10,5 |       |

Bieg 3
| Miejsce | Narodowość | Zawodnik | Czas   | Kwal. |
| ------- | ---------- | --- | ------ | ----- |
| 1.      | Kanada     | Peter Green, Robert Christmas, Art Griffiths, Alfred Stefani, Marvin Hammond, Jack Zwirewich, Bill McConnell, Ron Cameron, Walt Robertson             | 6:07,2 | Q     |
| 2.      | Portugalia | Felisberto Fortes, Albino Simões Neto, Carlos Roque, João de Sousa, João Alberto Lemos, Carlos da Benta, José Machado, Ricardo da Benta, Luís Machado | 6:10,5 |       |
| 3.      | Irlandia   | Paddy Dooley, Robin Tamplin, Paddy Harold, Barry McDonnell, Danny Taylor, Joe Hanly, Morgan McElligott, Tom Dowdall, Denis Sugrue                     | 6:30,6 |       |

Bieg 4
| Miejsce | Narodowość        | Zawodnik | Czas   | Kwal. |
| ------- | ----------------- | --- | ------ | ----- |
| 1.      | Stany Zjednoczone | Ian Turner, Dave Turner, Jim Hardy, George Ahlgren, Lloyd Butler, Dave Brown, Justus Smith, John Stack, Ralph Purchase                            | 5:59,1 | Q     |
| 2.      | Jugosławia        | Mile Petrović, Sreta Novičić, Sveto Drenovac, Branko Becić, Ivan Telesmanić, Karlo Pavlenć, Slobodan Jovanović, Bogdan Sirotanović, Predrag Sarić | 6:16,2 |       |
| 3.      | Francja           | Philippe Fauveau, Pierre Sauvestre, Alphonse Bouton, Erik Aschehoug, Jean Bocahut, René Boucher, Pierre Clergerie, Roger Lebranchu, Robert Léon   | 6:18,1 |       |

### Repasaże
Bieg 1
| Miejsce | Narodowość | Zawodnik | Czas   | Kwal. |
| ------- | ---------- | --- | ------ | ----- |
| 1.      | Portugalia | Felisberto Fortes, Albino Simões Neto, Carlos Roque, João de Sousa, João Alberto Lemos, Carlos da Benta, José Machado, Ricardo da Benta, Luís Machado | 6:11,3 | Q     |
| 2.      | Argentyna  | Luis Pechenino, Juan Ángel Aichino, Rubén Cabral, Christian Bove, Enrique Lingenfelder, Carlos Amado, Pascual Batista, Mario Guerci, Manuel Fernández | 6:12,6 |       |
| 3.      | Jugosławia | Mile Petrović, Sreta Novičić, Sveto Drenovac, Branko Becić, Ivan Telesmanić, Karlo Pavlenć, Slobodan Jovanović, Bogdan Sirotanović, Predrag Sarić     | 6:19,1 |       |

Bieg 2
| Miejsce | Narodowość | Zawodnik | Czas   | Kwal. |
| ------- | ---------- | --- | ------ | ----- |
| 1.      | Szwajcaria | Otto Burri, Fredy Schultheiss, Franz Starkl, Hans Schultheiss, Arnold Amstutz, Moritz Grand, Peter Gübeli, Eugen Vollmar, Otto Vonlaufen | 6:07,3 | Q     |
| 2.      | Dania      | Jarl Emcken, Børge Hougaard, Poul Korup, Holger Larsen, Ib Nielsen, Niels Rasmussen, Gerhardt Sørensen, Charles Willumsen, Niels Wamberg | 6:09,4 |       |

Bieg 3
| Miejsce | Narodowość | Zawodnik | Czas   | Kwal. |
| ------- | ---------- | --- | ------ | ----- |
| 1.      | Norwegia   | Kristoffer Lepsøe, Thorstein Kråkenes, Hans Hansen, Halfdan Gran Olsen, Harald Kråkenes, Leif Næss, Thor Pedersen, Carl Monssen, Sigurd Monssen | 6:12,5 | Q     |
| 2.      | Irlandia   | Paddy Dooley, Robin Tamplin, Paddy Harold, Barry McDonnell, Danny Taylor, Joe Hanly, Morgan McElligott, Tom Dowdall, Denis Sugrue               | 6:32,5 |       |

### Półfinały
Bieg 1
| Miejsce | Narodowość        | Zawodnik | Czas   | Kwal. |
| ------- | ----------------- | --- | ------ | ----- |
| 1.      | Stany Zjednoczone | Ian Turner, Dave Turner, Jim Hardy, George Ahlgren, Lloyd Butler, Dave Brown, Justus Smith, John Stack, Ralph Purchase                                    | 6:36,5 | Q     |
| 2.      | Włochy            | Angelo Fioretti, Mario Acchini, Fortunato Maninetti, Bonifacio De Bortoli, Enrico Ruberti, Pietro Sessa, Ezio Acchini, Luigi Gandini, Alessandro Bardelli | 6:52,1 |       |
| 3.      | Szwajcaria        | Otto Burri, Fredy Schultheiss, Franz Starkl, Hans Schultheiss, Arnold Amstutz, Moritz Grand, Peter Gübeli, Eugen Vollmar, Otto Vonlaufen                  | 6:52,1 |       |

Bieg 2
| Miejsce | Narodowość      | Zawodnik | Czas   | Kwal. |
| ------- | --------------- | --- | ------ | ----- |
| 1.      | Wielka Brytania | Chris Barton, Michael Lapage, Guy Richardson, Paul Bircher, Paul Massey, Brian Lloyd, David Meyrick, Alfred Mellows, Jack Dearlove        | 6:38,1 | Q     |
| 2.      | Kanada          | Peter Green, Robert Christmas, Art Griffiths, Alfred Stefani, Marvin Hammond, Jack Zwirewich, Bill McConnell, Ron Cameron, Walt Robertson | 6:44,1 |       |

Bieg 3
| Miejsce | Narodowość | Zawodnik | Czas   | Kwal. |
| ------- | ---------- | --- | ------ | ----- |
| 1.      | Norwegia   | Kristoffer Lepsøe, Thorstein Kråkenes, Hans Hansen, Halfdan Gran Olsen, Harald Kråkenes, Leif Næss, Thor Pedersen, Carl Monssen, Sigurd Monssen       | 6:43,9 | Q     |
| 2.      | Portugalia | Felisberto Fortes, Albino Simões Neto, Carlos Roque, João de Sousa, João Alberto Lemos, Carlos da Benta, José Machado, Ricardo da Benta, Luís Machado | 6:49,9 |       |

### Finał
| Miejsce | Narodowość        | Zawodnik | Czas   |
| ------- | ----------------- | --- | ------ |
| złoto   | Stany Zjednoczone | Ian Turner, Dave Turner, Jim Hardy, George Ahlgren, Lloyd Butler, Dave Brown, Justus Smith, John Stack, Ralph Purchase                          | 5:56,7 |
| srebro  | Wielka Brytania   | Chris Barton, Michael Lapage, Guy Richardson, Paul Bircher, Paul Massey, Brian Lloyd, David Meyrick, Alfred Mellows, Jack Dearlove              | 6:06,9 |
| brąz    | Norwegia          | Kristoffer Lepsøe, Thorstein Kråkenes, Hans Hansen, Halfdan Gran Olsen, Harald Kråkenes, Leif Næss, Thor Pedersen, Carl Monssen, Sigurd Monssen | 6:10,3 |